# Shuar (langue)
Cet article concerne la langue shuar. Pour le peuple shuar, voir Shuars.
Le shuar (ou jivaro) est une langue jivaro parlée en Équateur sur les pentes orientales des Andes, dans les provinces de Zamora-Chinchipe et de Morona-Santiago par les Shuar. Quelques locuteurs se trouvent au Pérou.

## Phonologie
Les tableaux présentent les phonèmes du shuar.

### Voyelles
|         | Antérieure | Centrale | Postérieure |
| ------- | ---------- | -------- | ----------- |
| Fermée  | i [i]      | e [ɨ]    | u [u]       |
| Ouverte |            | a [a]    |             |

Les voyelles peuvent être longues ou nasales.

### Consonnes
|               |               | Bilabiale | Alvéolaire | Palatale | Vélaire | Glottale |
| ------------- | ------------- | --------- | ---------- | -------- | ------- | -------- |
| Occlusives    | Occlusives    | p [p]     | t [t]      |          | k [k]   |          |
| Fricative     | Fricative     |           | s [s]      | sh [ʃ]   |         | h [h]    |
| Affriquées    | Affriquées    |           | c [t͡s]     | ch [t͡ʃ]  |         |          |
| Nasale        | Nasale        | m [m]     | n [n]      |          | ṉ [ŋ]   |          |
| Semi-voyelles | Semi-voyelles | w [w]     |            | y [j]    |         |          |